# Taraxacum collariatum
Taraxacum collariatum là một loài thực vật có hoa trong họ Cúc. Loài này được Vorosch. miêu tả khoa học đầu tiên năm 1981.